# تشارلي بوتشان
تشارلي بوتشان (بالإنجليزية: Charlie Buchan)‏ مواليد 22 سبتمبر 1891 في بلامستد - الوفاة 25 يونيو 1960 في مونت كارلو، كان لاعب كرة قدم إنجليزي كان يلعب في مركز الهجوم.

## المسيرة الاحترافية

### أندية لعب لها
- نادي أرسنال
- نادي سندرلاند